# Te perdiste mi amor
A Te perdiste mi amor (magyarul kb. ’Eldobtad a szerelmem’) Thalía Habítame siempre című stúdióalbumának második kislemeze, amely 2013. február 3-án jelent meg a Sony Music Latin kiadótól az Egyesült Államokban. A dal egy spanyol–angol kétnyelvű duett Prince Royce dominikai származású amerikai énekessel, amely a modern bachata és a popzenei stílus ötvözete. Szerzői maga Prince Royce, Guianko Gómez és Jorge Luis Chacín.
A dalt a 25. Lo Nuestro-gálán élőben énekelték előadói 2013. február 21-én.